# Esa Ahmad
Esa Ahmad (Shaker Heights, Ohio, 9 de octubre de 1996) es un baloncestista estadounidense que pertenece a la plantilla del Alba Fehérvár de la Nemzeti Bajnokság I/A. Con 2,03 metros de estatura, juega en la posición de ala-pívot.

## Trayectoria deportiva

### Universidad
Jugó cuatro temporadas con los Mountaineers de la Universidad de Virginia Occidental, en las que promedió 9,3 puntos, 4,3 rebotes y 1,7 asistencias por partido. En su última temporada fue apartado del equipo en el mes de febrero por problemas extradeportivos.

### Profesional
Tras no ser elegido en el Draft de la NBA de 2019, en el mes de agosto firmó su primer contrato profesional con el AEK Larnaca de la Liga de Chipre. En su primera temporada en el equipo promedió 11,8 puntos y 6,5 rebotes por partido.